# Sophie Eleonore von Braunschweig-Wolfenbüttel-Bevern

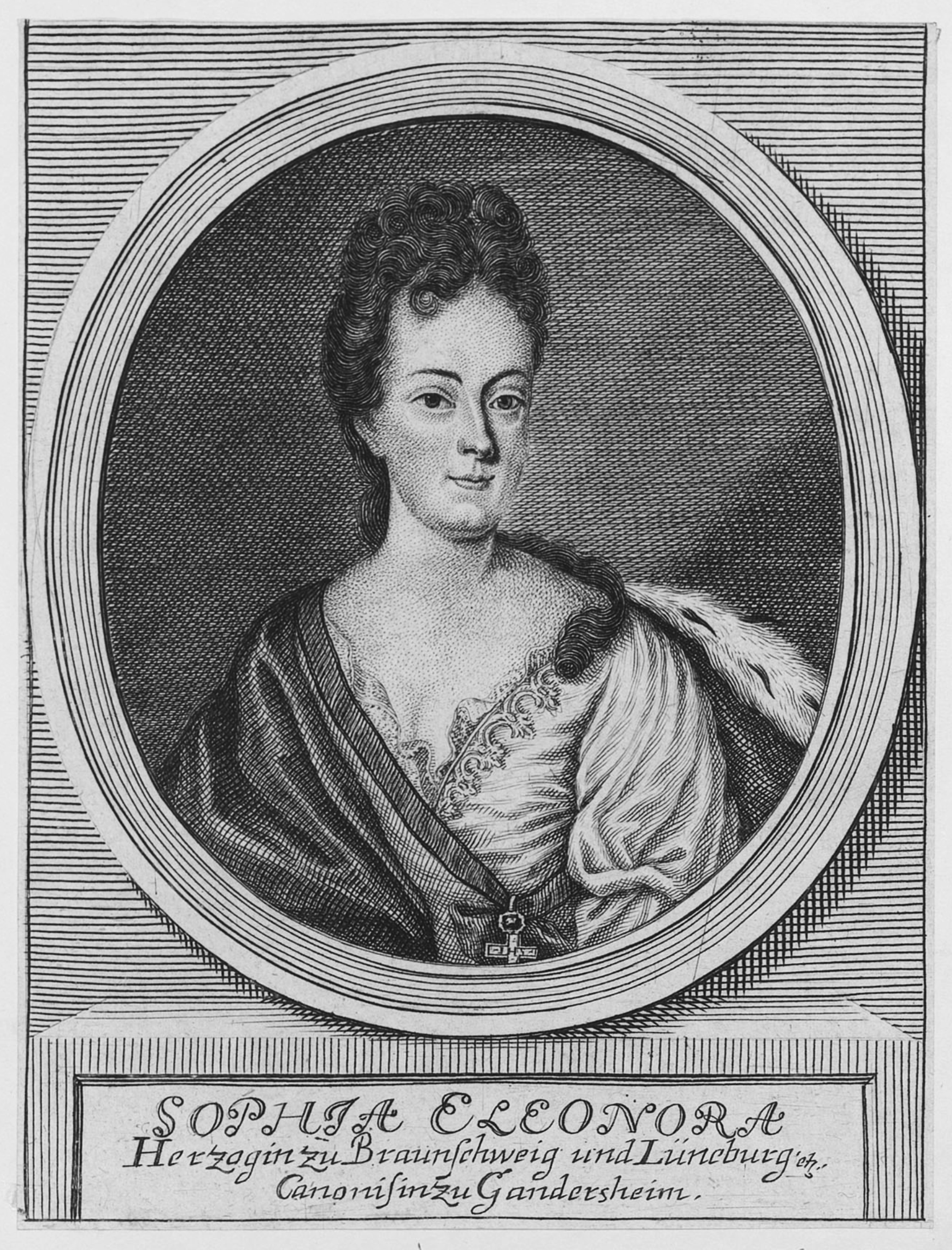
Sophie Eleonore von Braunschweig-Wolfenbüttel-Bevern

Sophie Eleonore von Braunschweig-Wolfenbüttel-Bevern (* 5. März 1674 in Osterholz; † 14. Januar 1711 in Gandersheim) war eine welfische Prinzessin und Kanonissin im Stift Gandersheim.

## Leben
Sophie Eleonore wurde als älteste Tochter Ferdinand Albrechts I. von Braunschweig-Bevern (1636–1687) und der Christine von Hessen-Eschwege (1648–1702) geboren. Am 4. Februar 1686 stellte ihr Vater ein Gesuch an das Stift Hildesheim, in dem er um die Aufnahme seiner 12-jährigen Tochter bat, dieses wurde jedoch abgelehnt. Am 13. September 1690 erhielt sie zunächst eine Provision auf eine Anstellung als Kanonissin. Im April 1694 wurde sie in dieser Funktion im Stift Gandersheim eingeführt. Sie schrieb während ihres Aufenthalts dort eigene Gedichte und Kirchengesänge in ihre Tagebücher. Wahrscheinlich ist, dass sie ihrer Cousine, der Äbtissin Christine, nachfolgen sollte. Sie verstarb jedoch im Beisein ihrer Brüder Ferdinand Albrecht und Ernst Ferdinand bereits 1711 an den Pocken. Sophie Eleonore wurde im Dom zu Braunschweig beigesetzt.

## Werke (Auswahl)
Sophie Eleonore dichtete Kirchenlieder, die in zwei Sammlungen veröffentlicht wurden (1696 und 1713). Erhalten haben sich ihre Tagebücher aus den Jahren 1701 bis 1705.
- Geistliche Lieder, über die sieben Blutvergiessungen Christi Jesu, der gantzen Welt Heiland, von einer Gottergebenen Seelen zum Druck befördert. 1696, OCLC 257659183.
- Samuel Baldovius (Hrsg.): Das weibliche Geschlecht und ihr himmlisch Erb-Recht. ([…] bey der Tauff […] Fräulein Sophia Eleonora, Hertzogin zu Braunschweig und Lüneburg gepriesen und erwiesen) Friedrich Kargern, Giessen um 1674, OCLC 42811608.
- mit Eberhard Finen: Die Rechte des Herrn ein Lied im Hause der Weyland durchlauchtigsten .̤ Frauen Sophia Eleonora Hertzogin zu Braunschweig und Lüneburg Käyserl. Freyen Stiffts Gandersheim Canonissin nach dero höchst-seeligsten Absterben zu erbaulicher Andacht anderer frommen Christen auf hohen gnädigsten Befehl zum Druck befördert. Johann Georg Zilligern, Braunschweig 1713, OCLC 257378413.